# Hainault (metropolitana di Londra)
Hainault è una stazione della linea Central della metropolitana di Londra.
Presso la stazione si trova uno dei tre depositi della linea Central.

## Storia
La stazione è stata aperta il 1º maggio 1903, come parte della tratta Woodford-Ilford della Great Eastern Railway (GER). La linea era stata progettata per stimolare lo sviluppo suburbano ma è stata chiusa il 1º ottobre 1908 per carenza di passeggeri e non è stata più riaperta fino al 3 marzo 1930. 
Nel 1923, la compagnia che gestiva questa ferrovia è confluita con altre per creare la London & North Eastern Railway (LNER) come conseguenza della legge sulle ferrovie del 1921 (Railways Act). Come parte del programma quinquennale (dal 1935 al 1940) noto come New Works Programme del London Passenger Transport Board, la maggior parte di questa tratta è stata convertita in metropolitana ed è diventata parte della linea Central. Nonostante questi lavori di conversione siano stati cominciati nel 1938, sono stati sospesi con lo scoppio della seconda guerra mondiale nel 1939 e ripresi solamente nel 1946.
I servizi di treni a vapore che servivano questa linea, tra cui la stazione di Hainault, sono stati sospesi il 29 novembre 1947 e il servizio della linea Central diretto verso il centro di Londra via Gants Hill, effettuato da treni elettrificati, è cominciato il 31 maggio 1948. La linea da Newbury Park e Hainault, infatti, era stata elettrificata pochi mesi prima ed era inizialmente utilizzata per il transito di treni vuoti diretti al nuovo deposito di Hainault. I servizi per Woodford, via Grange Hill, sono stati invece reintrodotti il 21 novembre 1948.
Durante l'esercizio della stazione, varie modifiche sono state effettuate sulla sua struttura. È stata, per esempio, costruita una nuova banchina a isola sul lato occidentale della stazione sia per permettere ai servizi provenienti da Gants Hill che in questa stazione hanno termine (ovvero la maggior parte dei treni) di attestarsi, sia per permettere l'accesso dei treni al deposito di Hainault. Questo, situato a nord della stazione, è il maggiore deposito di treni della parte orientale della linea. L'edificio del deposito è stato completato nel 1939 ed è stato inizialmente usato dallo US Army Transportation Corps (un corpo dell'esercito statunitense addetto al trasporto delle armi) fino alla fine della guerra.
Dalla metà degli anni sessanta ai primi anni novanta, la tratta Hainault-Woodford era marcatamente separata dal resto della linea Central; si usavano, infatti, treni a tre carrozze (solo successivamente a quattro carrozze) due delle quali erano dello stock del 1960, mentre quella centrale era dello stock del 1938. Ad oggi, questa separazione è stata abolita; le carrozze dello stock del 1960 sono state ritirate, e oggi la tratta è operata con gli stessi treni dello stock del 1992, utilizzati sul resto della linea Central, provenienti dal centro di Londra e Gants Hill.

### Progetti
La stazione è stata recentemente oggetto di un programma di ristrutturazione. La biglietteria è stata restaurata e un nuovo ufficio del capostazione nella biglietteria stessa è stato completato nel giugno del 2009. La stazione è stata inoltre dotata di ascensori per permettere un accesso privo di barriere architettoniche fino ai binari. Questi ascensori avrebbero secondo alcune fonti il record di essere i meno alti dell'intera rete metropolitana londinese, con un dislivello di appena 0,67 metri. Occorre precisare però che secondo il sito ufficiale della Transport for London questo record spetta agli ascensori installati nella stazione di King's Cross St. Pancras, con 2,3 metri.

## Interscambi
Nelle vicinanze della stazione effettua fermata una linea automobilistica, gestita da London Buses.
- Fermata autobus[6][7]

La stazione di Hainault dista solamente 800 metri dalla stazione di Fairlop, che può essere vista dalle banchine dei binari. I treni della linea Central impiegano appena 65 secondi, di media, per viaggiare tra le due stazioni. Ciononostante il più breve tragitto compiuto a piedi o in auto tra queste è considerevolmente più lungo.

## Servizi
La stazione dispone di:
- Accessibilità per portatori di handicap
- Biglietteria a sportello
- Biglietteria automatica
- Ascensori
- Sala d'attesa
- Telefono pubblico
- Servizi igienici
- Stazione video sorvegliata
- Parcheggio di scambio
- Wi-Fi

## Galleria d'immagini

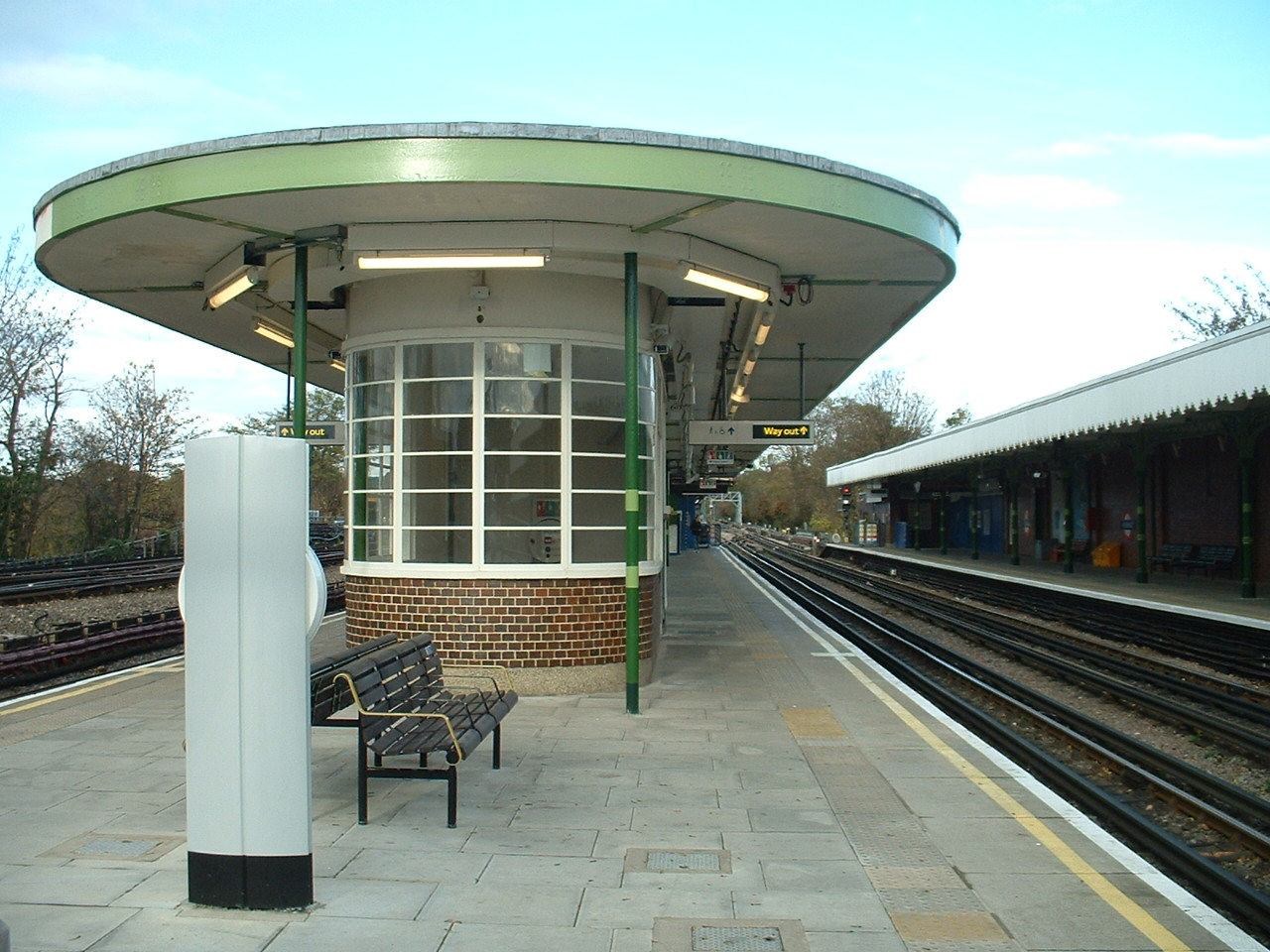
Banchina a isola con una tettoia in stile anni 1930. Il binario 1 è quello più a destra.
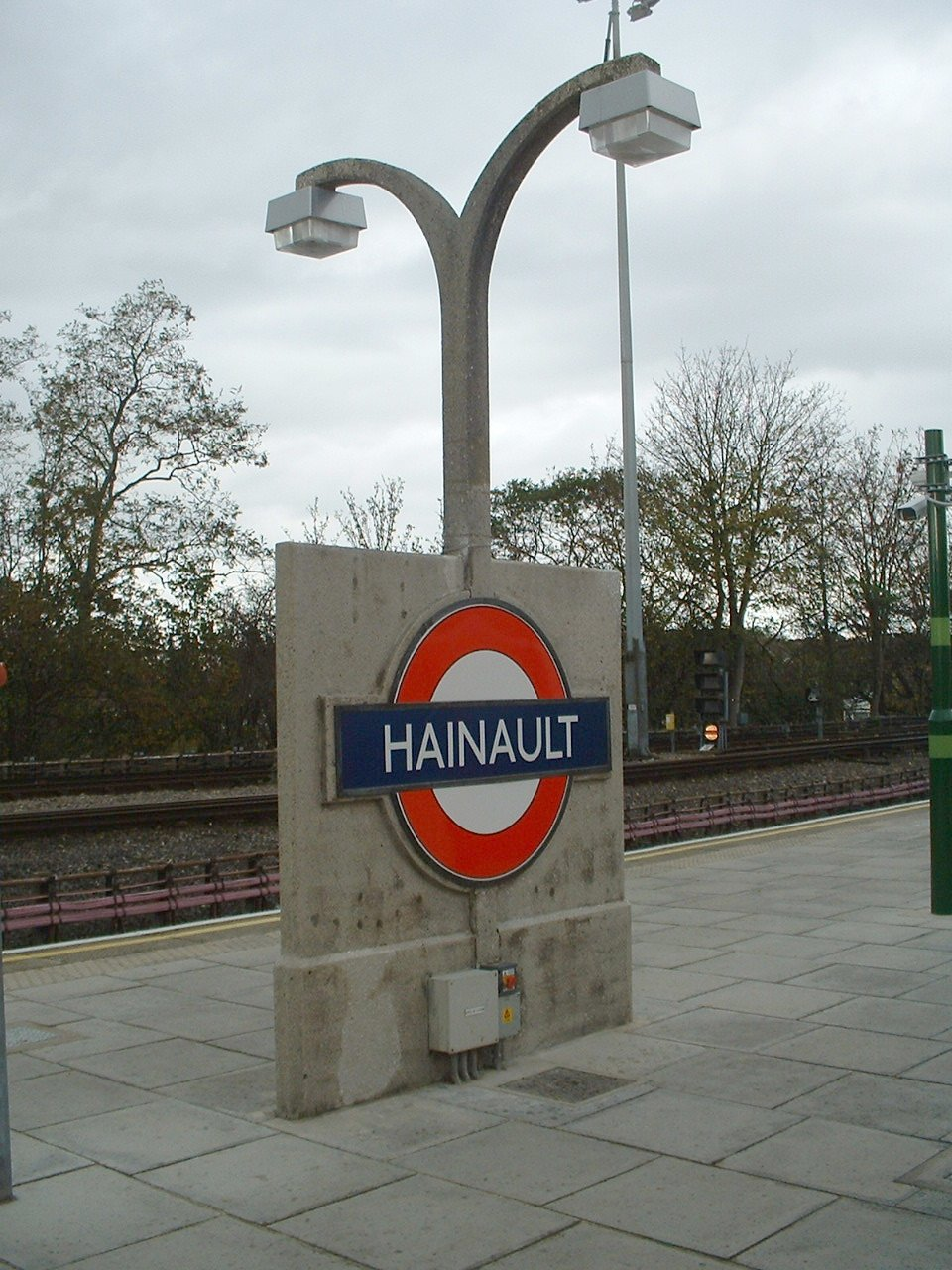
Segnale della stazione, al binario 2.
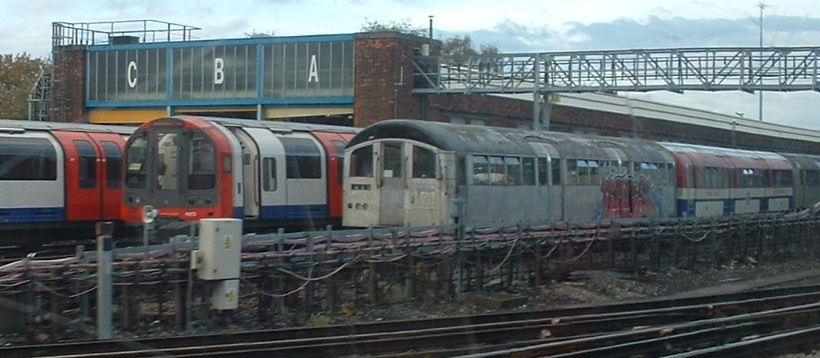
Un treno dello stock del 1962 al deposito di Hainault. È ancora in uso come stock di reparto.